# بني حمزة (مبين)

تعديل مصدري - تعديل

بني حمزة هي إحدى قرى عزلة الادبعة بمديرية مبين التابعة لمحافظة حجة، بلغ تعداد سكانها 1080 نسمة حسب تعداد اليمن لعام 2004.